# Lons
Lons là một xã trong tỉnh Pyrénées-Atlantiques, thuộc vùng Nouvelle-Aquitaine của nước Pháp, có dân số là 11.154 người (thời điểm 1999). Lons nằm về phía tây của Pau.